# Гайдуковка (Гомельская область)
Гайдуковка (бел. Гайдукоўка) — деревня в Старосельском сельсовете Рогачёвского района Гомельской области Беларуси.
На востоке и севере граничит с лесом.

## География

### Расположение
В 14 км на север от районного центра и железнодорожной станции Рогачёв (на линии Могилёв — Жлобин), 135 км от Гомеля.

## Транспортная сеть
Транспортные связи по просёлочной, затем автомобильной дороге Старое Село — Рогачёв. Планировка состоит из короткой прямолинейной меридиональной улицы, застроенной неплотно деревянными усадьбами.

## История
Основана в начале XX века переселенцами из соседних деревень. Наиболее активная застройка велась в 1920-е годы. В 1931 году жители вступили в колхоз. Во время Великой Отечественной войны 6 жителей погибли на фронте. Согласно переписи 1959 года в составе подсобного хозяйства Рогачёвского производственного объединения «Сельхозхимия» (центр — деревня Станьков).

## Население

### Численность
- 2004 год — 7 хозяйств, 8 жителей.

### Динамика
- 1959 год — 60 жителей (согласно переписи).
- 2004 год — 7 хозяйств, 8 жителей.